# Fouquières-lès-Lens
Fouquières-lès-Lens is een gemeente in het Franse departement Pas-de-Calais (regio Hauts-de-France). De plaats maakt deel uit van het arrondissement Lens en van het gemeentelijk samenwerkingsverband Communauté d'Agglomération de Lens-Liévin. Fouquières-lès-Lens telde op 1 januari 2022 6.134 inwoners.
De gemeente ligt in het Steenkoolbekken van Nord-Pas-de-Calais, het steenkoolbekken dat werd uitgebaat vanaf het midden van de 19e eeuw. Op 4 februari 1970 vond hier een mijnramp plaats die aan zestien mijnwerkers het leven kostte. Tussen 1960 en 1990 sloten de mijnen. In de gemeente liggen verschillende mijnterrils en staan er cités, arbeiderswijken gebouwd voor de werknemers van de mijnen.
De Cité du Moulin en Terril 260 in de gemeente zijn landschapselementen van het cultuurgebied Steenkoolbekken van Nord-Pas-de-Calais, sinds 2012 op de werelderfgoedlijst van UNESCO.

## Geografie
De oppervlakte van Fouquières-lès-Lens bedroeg op 1 januari 2022 4,14 vierkante kilometer; de bevolkingsdichtheid was toen 1.481,6 inwoners per km². De gemeente ligt ten zuiden van het Canal de la Souchez.

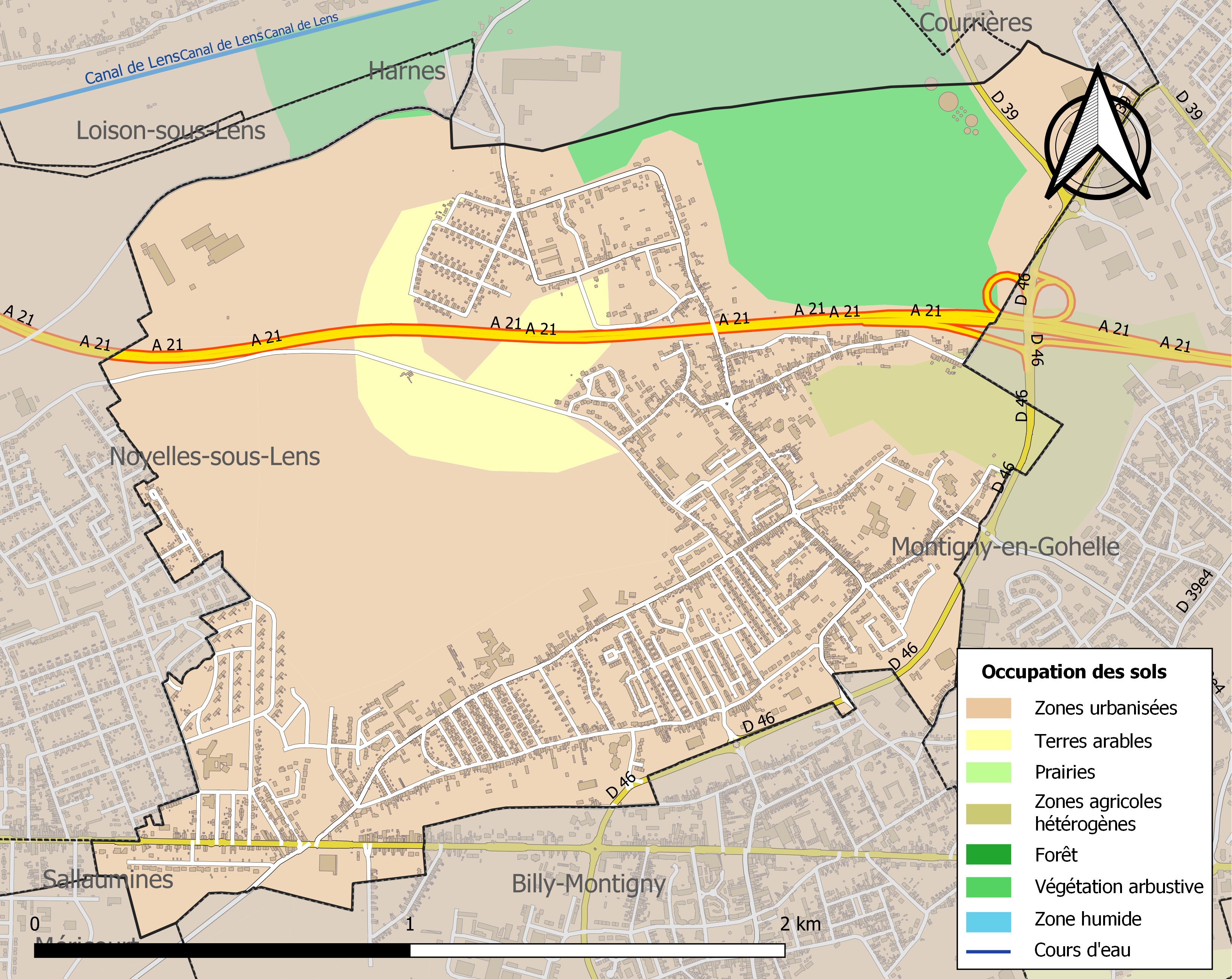
Kaart van de gemeente met belangrijkste infrastructuur, bodemgebruik en omliggende gemeenten

## Demografie
Onderstaande figuur toont het verloop van het inwonertal (bron: INSEE-tellingen).